# RPK-2 Vjuga
RPK-2 Vjuga (ryska: Вьюга (snöyra), NATO-rapporteringsnamn SS-N-15 Starfish) var en ubåtsjaktrobot tillverkad i Sovjetunionen. Den utvecklades i två varianter; 81RA (”raketa atomnaja”) i kaliber 533 mm med kärnladdad sjunkbomb och 83RT (”raketa torpednaja”) i kaliber 650 mm med en målsökande torped.

## Bakgrund
Roboten utvecklades för att kunna slå ut amerikanska robotubåtar innan de hunnit avfyra alla sina robotar. Robotubåtar är extremt tysta och man kunde inte räkna med att upptäcka dem innan den första roboten avfyrades. Det var därför viktigt med ett vapen som snabbt kunde slå ut en ubåt även på långa avstånd så snart den upptäckts.

## Utveckling
Utvecklingen initierades av ett beslut av Sovjetunionens ministerråd 13 oktober 1960. De första provskjutningarna ägde rum utanför Krim i oktober 1962 från en modifierad ubåt av typen Projekt 613. 533 mm varianten togs i tjänst 4 augusti 1969. 650 mm varianten togs aldrig officiellt i tjänst men kom i stället att utgöra grunden för vidareutvecklingen RPK-6 Vodopad och RPK-7 Veter.